# Power Macintosh

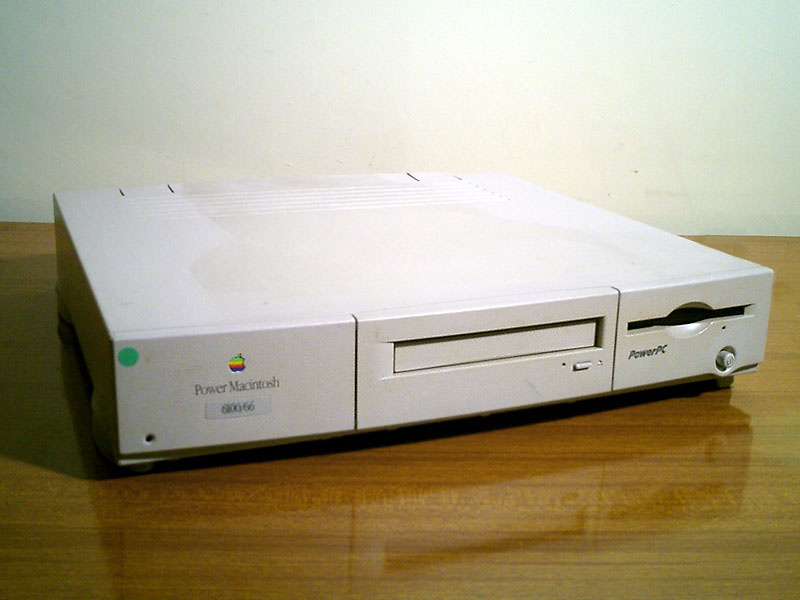
PowerPCを搭載した最初のモデルであるPower Macintosh 6100

Power Macintosh（パワーマッキントッシュ）は、Apple Computerが開発、1994年から販売していたデスクトップパソコンの製品群である。CPUにApple Computer、IBM、モトローラで1991年に発足したAIM連合で開発したPowerPCを採用していた。PowerPC G4を採用した機種からはPower Macと改称された。
Mac OS 9以前の時代、Macintoshのオリジナルである680x0系CPUのマシンとバイナリ互換はないが、Mac 68Kエミュレータを搭載しており、一部のシステムに密着したソフトやFPUを利用するものを除く大半のソフトが使用できた。当然、性能を出すにはPowerPC用に作り直しコンパイルする必要があった。一部のソフトにおいて、68KとPowerPCの両方でネイティブに実行できる二種類のバイナリを含んだファットバイナリ形式で配布されたのはこの時期である。

## 概要
Power MacintoshシリーズはかつてのApple Computerの主力製品であった。製品のラインナップは比較的豊富で、ミッドレンジからハイエンドまでをカバーした。略称はPower Macで、後にこれが正式な名称となった。一体型とセパレート型のデスクトップ機が主力で、メモリスロットや拡張スロットを持ち、拡張性が確保されていた。また多くの製品でプロセッサのアップグレードが可能であり、実際に多くのCPUアクセラレータが発売され、製品寿命の延長に一役買った。
製品構成は、複数のソフトウェアをバンドルしていた入門者向けのPerformaに対し、システムなど最小限のソフトウェアがバンドルされているだけのシンプルなものであった。

## 名称について
G3以前の機種では4桁のナンバーにより機種名を分けた。最初の数字は筐体の形状を表しており、6xxxはピザボックス型（薄型/小型デスクトップ）、7xxxは厚手のデスクトップ型、8xxxはミニタワー、9xxxはフルタワーである。次の3桁はその機種の世代や位置づけを表し、x100は第一世代、x500は第二世代の前半、x600は第二世代の後半である。この命名規則は全機種に必ずしも当てはまるものではなく、廉価型やPerforma系の機種には多くの例外がある。
またG3以降はこの命名法は適用されなくなり、Blue & White以後は筐体の種類も一本化された。

## 第1世代(Power Macintosh 6100, 7100, 8100)
1994年に発売された、Power Macintosh 6100, 7100, 8100はPower Macintoshシリーズ最初の製品である。プロセッサにはPowerPC 601シリーズを採用した。筐体はそれぞれ、6100がピザボックス、7100がデスクトップ、8100がミニタワーである。筐体のデザインは在来機種のCentrisやQuadraのものを受け継いでいる。このシリーズでは「拡張スロットにNuBusを使用」している唯一の世代であることからNuBus Power Macと通称される。
設計は、従来の68KアーキテクチャからPowerPCアーキテクチャへの移行を円滑にするべく、互換性を重視したものになっている。拡張スロットにはNuBusを採用、メモリーは72pin SIMMを二枚組で使用することによって64bitのバス幅を確保している。これらは68K Macのユーザーが、これまでの投資を無駄にすることなく新アーキテクチャーへ移行できるようにとの配慮である。一方でこうした互換性重視の設計が、PowerPCアーキテクチャが本来の性能を発揮することの妨げになっていたという側面もある。
このシリーズではプロセッサーはロジックボードに直付けされているが、601PDSスロットにCPUアクセラレータを挿すことによって、G3及びG4へのアップグレードも可能である。
継承元同様、6100はボディのラッチのみで筐体を解放できるドライバーレス構造、7100もドライバー1本で簡単に解放できた。それに対し、8100は既に悪評の高かった「カバーを全て外し、ロジックボードを外さないと筐体内にアクセスできない」Quadra 800系のボディであった。

## 第2世代のPower Macintosh
第1世代の3シリーズに続いて1995年8月に発売された。68k Macから引き継いだ設計を一新し、新たなデザインとなったPower Macintoshシリーズである。

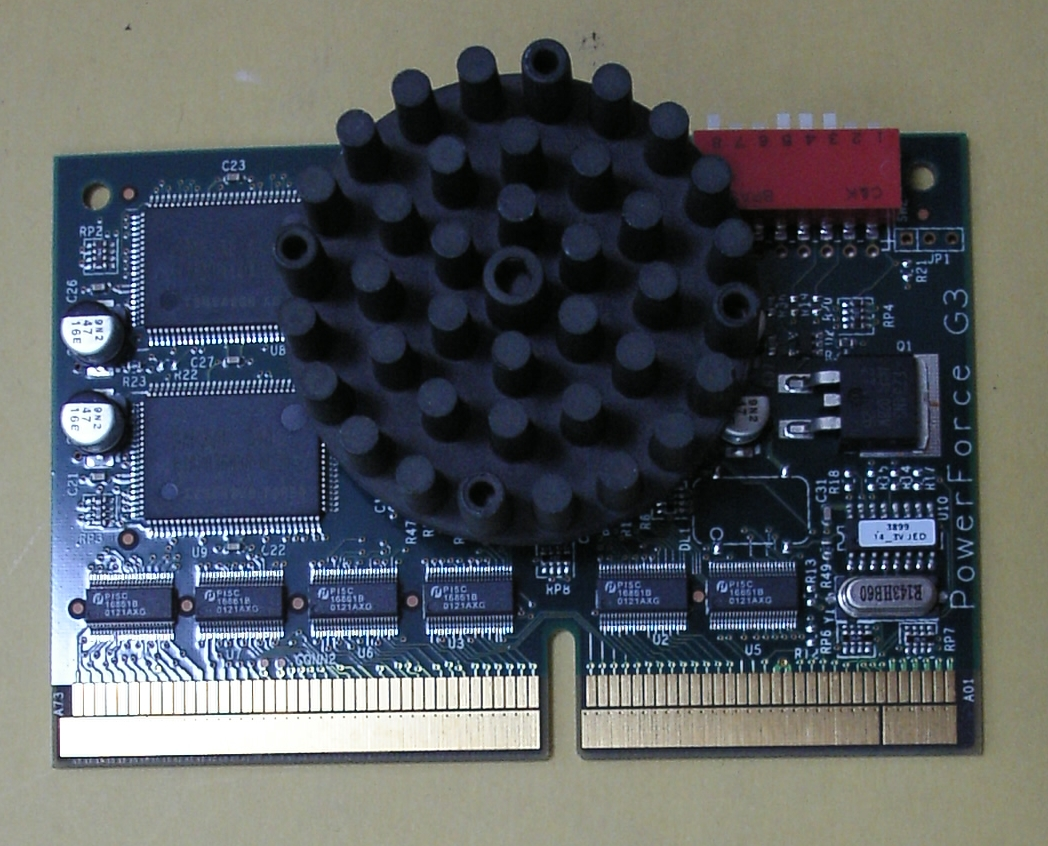
PowerPC 750を搭載したサードパティによるCPUアップグレードカード

ロジックボードの設計はNuBusやSIMMといった旧弊化した機構を排除し、PCIと168pin FPM DIMMメモリーを新たに採用した。これによりシステム全体のパフォーマンスが向上した。また、7200以外ではプロセッサがドーターボード上に搭載されているため、G3やG4といったより高性能なプロセッサへの交換も容易である。
7000番台はロジックボードの開発コード名が「T.N.T」、同様に8000番台は「Nitro」であるが、実際には両者はほぼ同一スペックである。
第1世代に対し、PCIスロットの搭載が特徴となったためPCI Power Macと通称される。その後のPower Macintoshも（一部の例外を除いて）PCIスロットを持つが、基本的にこの通称はこの一連のシリーズのみを指す。
第1世代同様、デスクトップ型の筐体は7000番台の形式名を、ミニタワー型の筐体は8000番台を名乗った。9000番台は事情が特殊な為、別個に解説する。ピザボックス型の筐体は採用されなかった。

### Power Macintosh 7500, 8500, 9500
初の第2世代のPower Macintoshシリーズとして1995年8月に発売された。
製品の方向性としては、7500は個人ユース向け、8500はAV機能強化のハイエンドモデルである。また9500は内蔵グラフィック回路を持たず、グラフィックボードを別に搭載する、高性能・高拡張性モデルである。
7500は横置き型筐体で、3つのPCIスロットと、メモリーインターリーブに対応した8つのメモリースロット、固有のビデオ入力機能をもつ。8500はミニタワー筐体で、ビデオ出力機能を加えたものである。9500ではフルタワー筐体で、PCIスロットが6つ、メモリースロットが12に増設されており、抜群の拡張性を誇る。当時としては驚異的な768MBものメモリー(後に発売された128MB DIMMを使うと非公式だが1.5GBも可能だった)を搭載することができた。一方でビデオ入出力機能やオンボードビデオは省略されている。
CPUは、7500はPowerPC 601を、8500と9500は当時最速のCPUと言われたPowerPC 604を搭載した。これは、個人ユース向けである程度価格を抑えている7500と、映像プロダクションなどが主なユーザーである8500・9500との差別化を図ったものである。
7500の筐体は「アウトリガー」（Outrigger）と呼ばれるもので、Macintosh IIシリーズ以来の1本ネジ仕様から脱却し、新設計となった。この新筐体は本体正面のクラッチを外すだけで解放できるドライバーレス仕様となり、この点は好評だった。電源ユニットはメイン電力供給コネクタが22pinであること以外は概ねATX規格に準じた構成だが、下方（マザーボード側）に向けて廃熱、排気をおこなわせるため、基板の位置が通常と天地逆（＝天井側）になっている。
一方、8500のミニタワー筐体は、Quadra 800系のものを利用したもので、9500はそれをフルタワーに拡大したものだった。
また、Power Macintosh 8515/120というバリエーションも販売された。

### Power Macintosh 7200
7200は7500の廉価版で、メモリースロット数削減やメモリーインターリーブ機能非対応、プロセッサの直付けなどが特徴である。
また、Power Macintosh 7215/90というバリエーションも販売された。

### Power Macintosh 7600
筐体やロジックボードなどの構成は7500ほとんどそのままだが、PowerPC 604 132MHzに強化されたことにより、一気に高速化が図られた。後にPowerPC604e 200MHzのモデルも発売されている。

### Power Macintosh 8600, 9600
1997年2月より発売されたPower Macintosh 8600、9600は銅配線のPowerPC 604e, 604evを搭載したモデルである。7600とは同時発売ではない。
Quadra800系以来のミニタワーケースをようやく刷新、側面のクラッチを解放するだけで側面ドアが開けられ、拡張スロットやメモリスロットにアクセスできるドライバーレス仕様の一回り大きな筐体となった。同時に9600は9500よりも一回り大型化し重くなった。
ロジックボードなどの構成としては、8500、9500を踏襲している。

### Power Macintosh 7300
7300は7600の廉価版である。しかし、7500と7200の関係とは異なり、その差異はAV回路（ビデオ入力機能・コンポジットオーディオ出力機能）の有無が最大のもので、他はほとんど同様であった。CPUも同時期の7600/200のPowerPC 604e 200MHzに対し、同166MHz、180MHzと、大きな差異はなかった。

## 第2世代時期の廉価モデル

### Power Macintosh 5200, 6200, 6300, 5400, 6400
6100の後継となる廉価・小型機はラインアップされていなかったが、教育機関用などにシンプルで安価なモデルの需要も少なからず存在した。それらの用途としては、Performaからバンドルソフトウェア、内蔵モデム、テレビ受信機能、赤外線リモコンなどを廃したモデルが用意され、Power Macintoshを名乗った。CPUはPowerPC 603～603eである。Power Macintosh 5200, 5400は15インチのシャドウマスクCRT一体型、Power Macintosh 6200, 6300はLC 630の筐体の流用の小型モデル、Power Macintosh 6400は新規のミニタワー筐体モデルである。

### Power Macintosh 4400, 5500, 6500, 7220

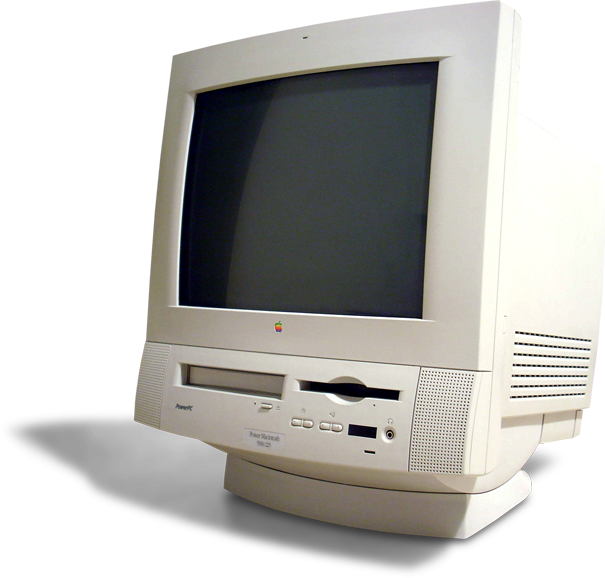
Power Macintosh 5500

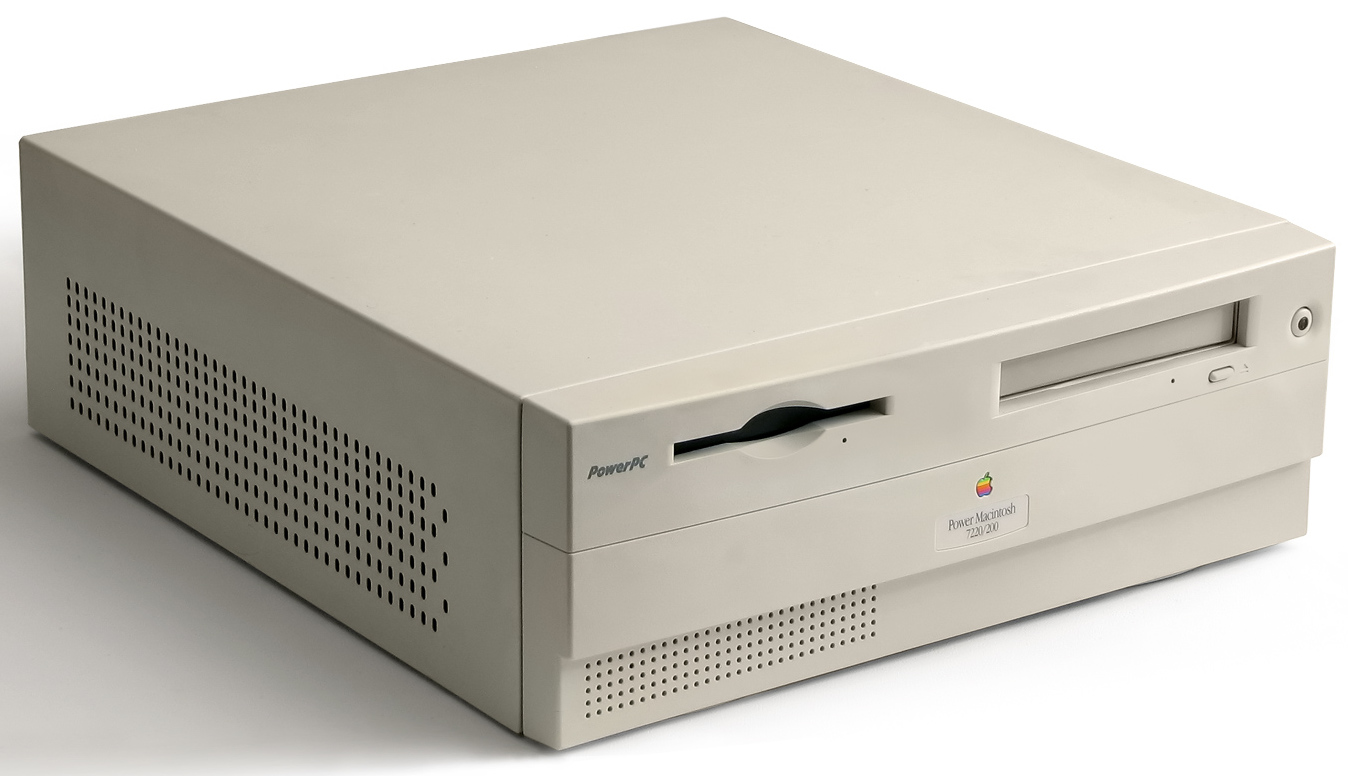
Power Macintosh 7220 (Power Macintosh 4400)

PowerPC 603eを採用した低価格モデル。入門機種と位置づけられていた関係で、メモリスロットやPCIスロットが少なく上位機種より拡張性は低い。またHDDはEIDE接続で、メモリーインターリーブも採用しないなど上位機種との違いは多い。筐体はPower Macintosh 4400はデスクトップ、5500は一体型、6500はミニタワーである。このうち5500と6500は、それぞれ前代のParforma/Power Macintosh 5000系・6400系のボディを引き継いだ。
4400はParforma 6000系のそれとは異なり、金属を多用したボディで、PC/AT互換機のようなMacらしからぬ外観だった。歴代のMacでは唯一、フロッピーディスクドライブが左側、CD-ROMドライブが右側に配置された（他のMacはフロッピーディスクドライブは全て右側である）。タブレットとPainter 4.0をバンドルされたグラフィックモデルも設定された。一部の国と地域では7220という名称で販売された。
5500はシステムバスを50MHzに強化したほか、ビデオチップにATIのRage IIを搭載して、MacOS 8を快適に動かせる性能を持っていた。しかし、モデル後半に差し掛かっていた7600/200や7300/180と店頭価格で10万円と差が出なかった。
6500はミニタワーのPerforma 6400系をベースとしたもので、日本では正式には発売されていない。

## Power Macintosh G3 DT, MT, All-In-One

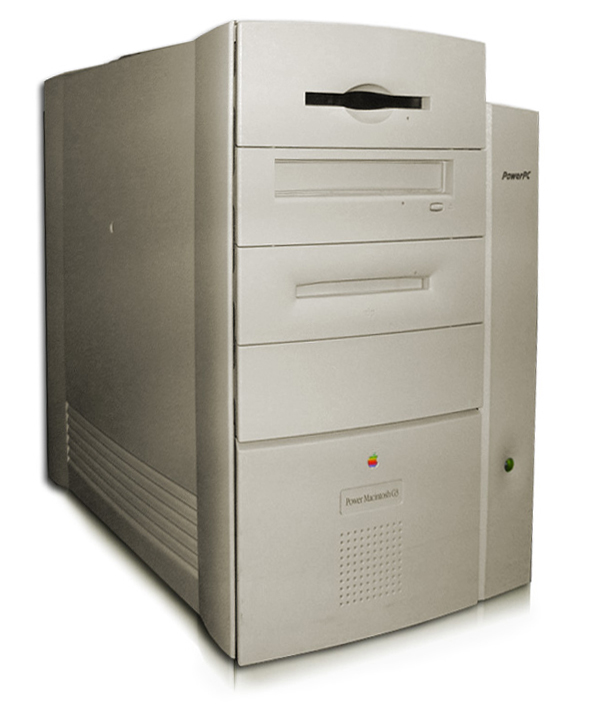
Power Macintosh G3 MT

1997年12月3日発表。プロセッサにPowerPC G3を搭載した最初の製品。DTはデスクトップ、MTはミニタワー、All In Oneは一体型である。これまでの数字4桁のモデル名は廃止され、名称は全てPower Macintosh G3に統一された。通称「Gossamer G3」（All in Oneを除く）。
新採用のプロセッサ、PowerPC G3はこれまでの主力、PowerPC 604シリーズに比べ低価格、低消費電力でありながら、バックサイドL2キャッシュの採用により大幅な性能向上を果たしており、これにより旧来の製品に比べ飛躍的な性能向上が実現された。
MT・DTではGossamerと呼ばれる、これまでのPower Macintoshシリーズとは大幅に異なるアーキテクチャを採用した。これまでの独自の機能を満載した高機能路線を変更し、PC/AT互換機で広く普及している技術を採り入れることによって開発費の圧縮、ロジックボードの小型化、高性能化、更には低価格化に成功した。
最大の刷新はメモリーにPC66 SDRAMを採用したことである。これまでPower MacintoshシリーズはFPM-DIMMを採用しており、2本のメモリーを対にして動かす「メモリーインターリーブ機構」を搭載することによって転送速度を高速化していた。しかしこの機構は複雑で、メモリーを2本単位で増設しなければ機能しないなどの弱点があった。GossamerではPC/AT互換機で主流になっていたSDRAMの採用をすることによりメモリーの高速化に成功した。
また、システムバスの動作速度もこれまでの最高50MHzから66MHzまで高速化され、システム全体の性能が向上した。ストレージデバイスの接続もこれまでのFast SCSI (10MB/s) からEIDE (16.6MB/s) に変更された。部品点数も大幅に削減され、ロジックボードの大きさがかなり小さくなった。
Gossamerアーキテクチャは後に発売されたPowerBook G3やiMacなど1999年までのMacintoshの礎となった。
一方でキーボードなどの操作デバイスはADB接続であり、FireWireとUSBは未搭載で、内部はIDE化されていても外部ストレージ接続用にSCSIインターフェイスも搭載しており、第2世代までの名残も随所に見られた。シリアルポートを標準搭載した最後のデスクトップMacintoshである。
初期型の弱点は強力なCPUに比較するとグラフィックが性能の低いATI Rage IIをオンボード搭載であり、マイナーアップデートでより高性能なRage Proを搭載した。
なおPower Macintosh G3 All-In-Oneはアメリカの教育市場向け機種である。ロジックボードは筐体に合わせて若干の設計変更を受けており、開発コードは「Artemis」である。
| 機種名             | G3 MT 266                        | G3 DT 266                        | G3 DT 233                        | G3 MT 333                         | G3 MT 300                        | G3 DT 300                        | G3 DT 266                        |
| CPU                | PowerPC G3/266MHz                | PowerPC G3/266MHz                | PowerPC G3/233MHz                | PowerPC G3/333MHz                 | PowerPC G3/300MHz                | PowerPC G3/300MHz                | PowerPC G3/266MHz                |
| メモリ             | 32MB(最大384MB) PC66 SDRAM 3slot | 32MB(最大384MB) PC66 SDRAM 3slot | 32MB(最大384MB) PC66 SDRAM 3slot | 128MB(最大768MB) PC66 SDRAM 3slot | 64MB(最大768MB) PC66 SDRAM 3slot | 64MB(最大768MB) PC66 SDRAM 3slot | 32MB(最大768MB) PC66 SDRAM 3slot |
| グラフィックチップ | ATI Rage II 2MB(最大6MB)         | ATI Rage II 2MB(最大6MB)         | ATI Rage II 2MB(最大6MB)         | AIT Rage Pro                      | AIT Rage Pro                     | AIT Rage Pro                     | AIT Rage Pro                     |
| HDD EIDE           | 6GB                              | 4GB                              | 4GB                              | Ultra Wide SCSI 9GB               | 8GB                              | 6GB                              | 4GB                              |
| 光学ドライブ       | 24倍速CD-ROM                     | 24倍速CD-ROM                     | 24倍速CD-ROM                     | 24倍速CD-ROM                      | 24倍速CD-ROM                     | 24倍速CD-ROM                     | 24倍速CD-ROM                     |
| 3.5インチ拡張ベイ  | ZIPドライブ内蔵                  | ZIPドライブ内蔵                  | なし                             |                                   | ZIPドライブ内蔵                  | ZIPドライブ内蔵                  |                                  |
| 拡張スロット       | PCI slot x3                      | PCI slot x3                      | PCI slot x3                      | PCI slot x3                       | PCI slot x3                      | PCI slot x3                      | PCI slot x3                      |
| LANポート          | 10Base-T Ethernet port x 1       | 10Base-T Ethernet port x 1       | 10Base-T Ethernet port x 1       | 10Base-T Ethernet port x 1        | 10Base-T Ethernet port x 1       | 10Base-T Ethernet port x 1       | 10Base-T Ethernet port x 1       |
| SCSIポート         | D-SUB 25pin SCSI port x 1        | D-SUB 25pin SCSI port x 1        | D-SUB 25pin SCSI port x 1        | D-SUB 25pin SCSI port x 1         | D-SUB 25pin SCSI port x 1        | D-SUB 25pin SCSI port x 1        | D-SUB 25pin SCSI port x 1        |

## Power Macintosh G3 (Blue & White)
1999年1月発売。ロジックボードはYosemite、筐体はEl Capitanという開発コードのシリーズ。FireWire 400とUSB 1.1、ATA-4を搭載した最初のPower Macintoshである。
詳細は、Power Macintosh G3 (Blue & White)参照

## 製品ラインナップ

### 写真集

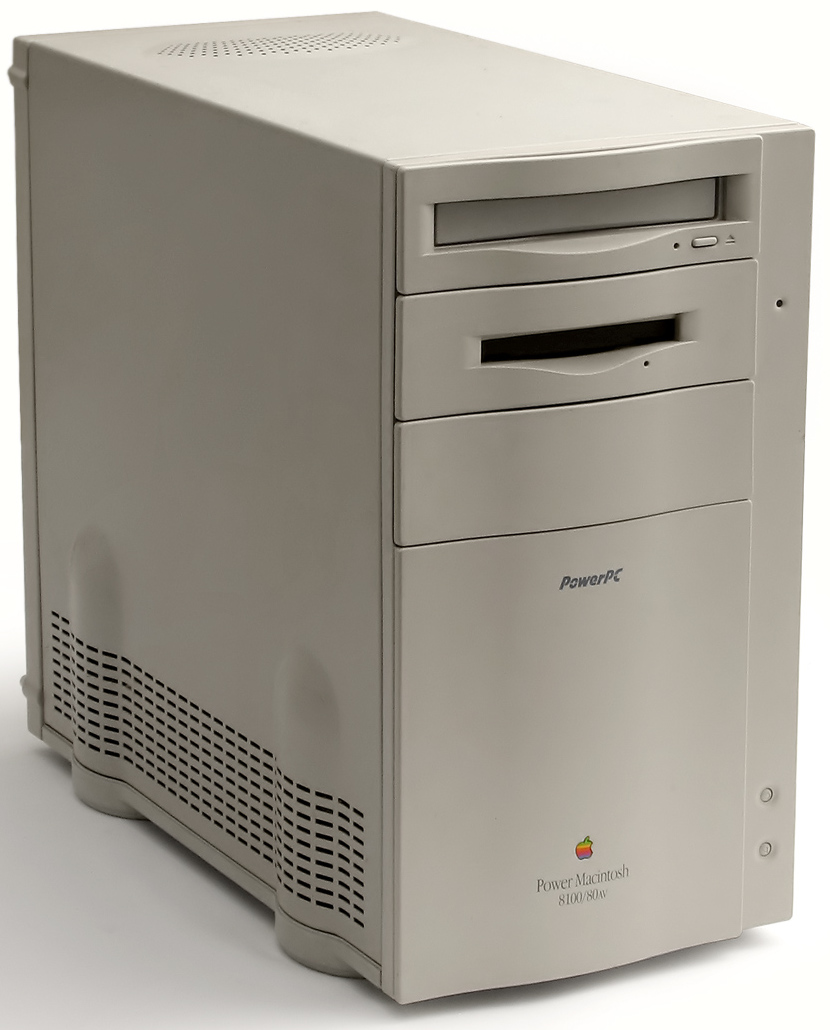
Power Macintosh 8100/80AV
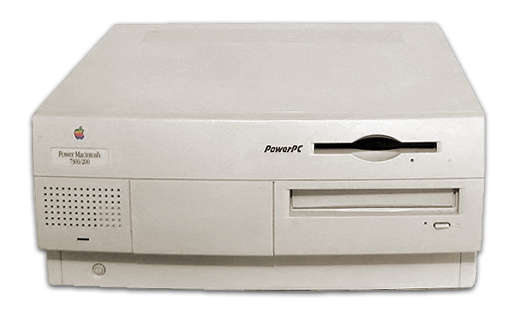
Power Macintosh 7300
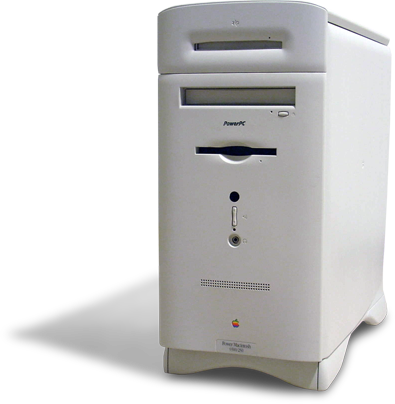
Power Macintosh 6500
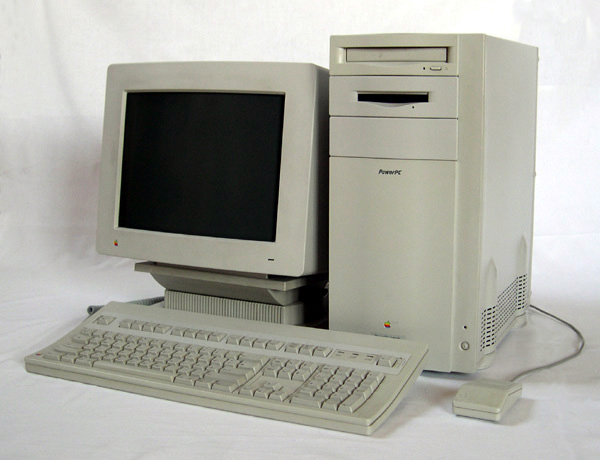
Power Macintosh 9500
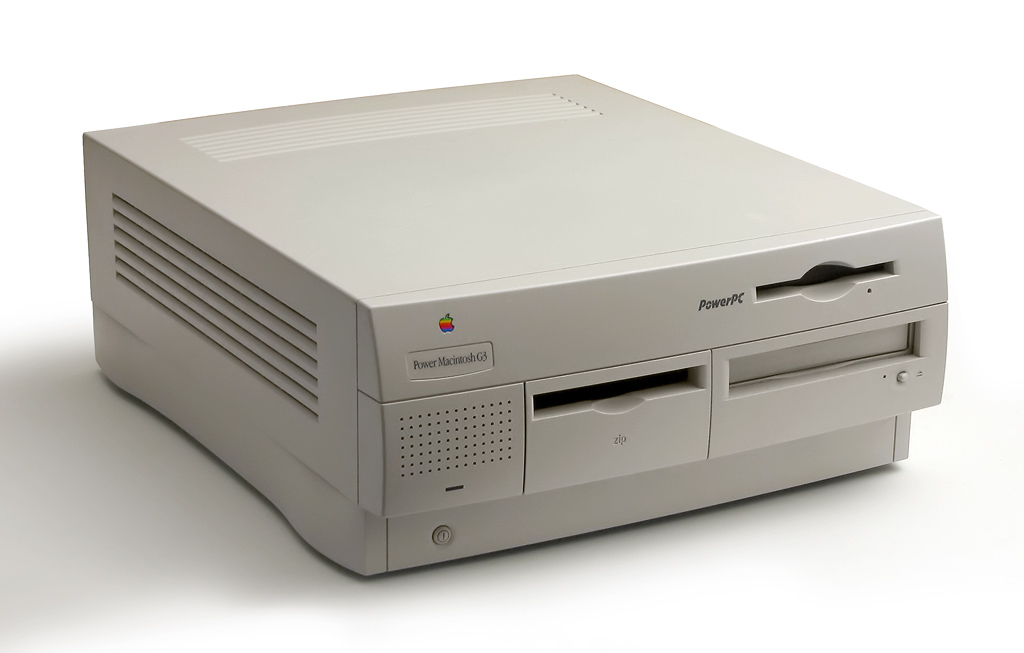
Power Macintosh G3 DT
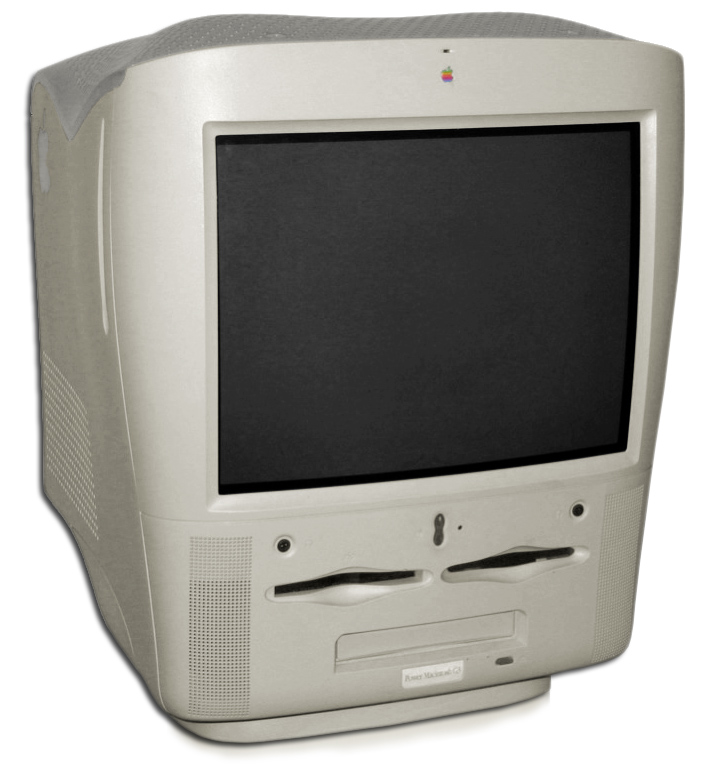
Power Macintosh G3 All-In-One
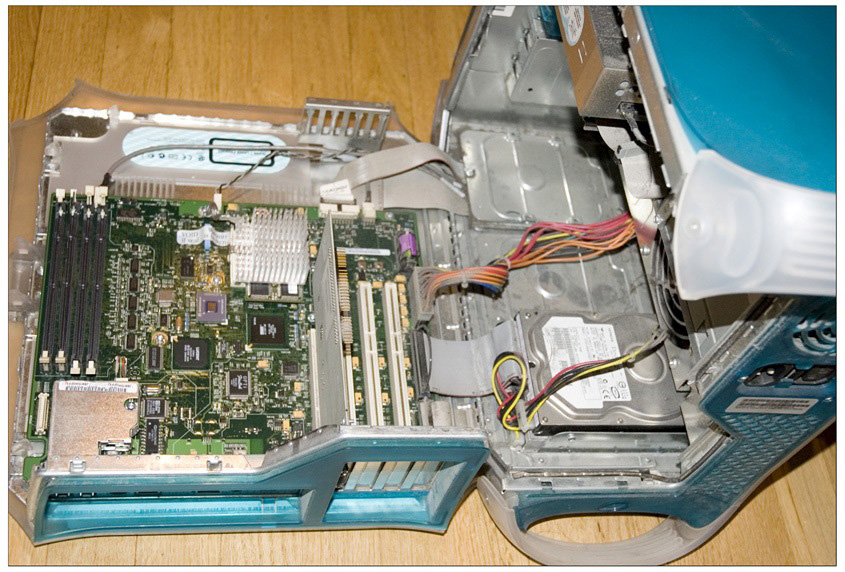
Power Macintosh G3 (Blue & White) オープン時

### Old World ROM
- Power Macintosh 4400/200
- Power Macintosh 5500/225
- Power Macintosh 6100/66
- Power Macintosh 6200/75
- Power Macintosh 6300/120, 160[14]
- Power Macintosh 7100/80AV
- Power Macintosh 7200/120[15]
- Power Macintosh 7300/166
- Power Macintosh 7500/100
- Power Macintosh 7600/120[15], 200
- Power Macintosh 8100/100AV
- Power Macintosh 8115/110
- Power Macintosh 8200/100, 120
- Power Macintosh 8500/120, 132[15], 150, 180
- Power Macintosh 8515/120
- Power Macintosh 8600/200, 250
- Power Macintosh 9500/120, 132, 150[15], 180MP, 200
- Power Macintosh 9600/200MP, 233, 300, 350
- Power Macintosh G3 (beige)/233, 266, 300, 333

### New World ROM
Power Mac系列はNew World ROMを基にしている。Power Mac G4以降の機種についてはPower Macを参照。
- Power Macintosh G3 (Blue & White)
- Power Mac G4
- Power Mac G4 Cube
- Power Mac G5